# Leigné-sur-Usseau
Leigné-sur-Usseau är en kommun i departementet Vienne i regionen Nouvelle-Aquitaine i västra Frankrike. Kommunen ligger i kantonen Saint-Gervais-les-Trois-Clochers som tillhör arrondissementet Châtellerault. År 2022 hade Leigné-sur-Usseau 453 invånare.

## Befolkningsutveckling
Antalet invånare i kommunen Leigné-sur-Usseau
| Referens: INSEE |